# Jessica Williams (actriz)
Jessica Renee Williams (Los Ángeles, California, 31 de julio de 1989) es una actriz y comediante estadounidense que fue corresponsal sénior en The Daily Show.

## Biografía
Jessica Renee Williams nació en Los Ángeles, California. Estudió en el Instituto Nathaniel Narbonne, donde destacó en el departamento de drama. Debutó en la serie Just for Kicks emitida por Nickelodeon en 2006 y, en 2012 se convirtió en la corresponsal más joven de The Daily Show. Estudió en la California State University, Long Beach. Los resultados de una prueba de ADN encontraron parentesco con la Confederación Bamileke de Camerún.

## Carrera
Williams hizo su debut en The Daily Show el 11 de enero de 2012. Frecuentemente se presenta en el Upright Citizens Brigade Theatre en Los Ángeles. También apareció en la Temporada 3 de HBO Girls. Actualmente reside en Brooklyn, Nueva York y Los Ángeles, California. Aparece en la película People Places Things. Actualmemte es copresentadora de 2 Dope Queens junto a Phoebe Robinson. Su última aparición en The Daily Show fue en 30 de junio de 2016. Es la estrella de la comedia de Netflix La increíble Jessica James.
Apareció en la secuela de Animales fantásticos y dónde encontrarlos titulada Animales fantásticos: los crímenes de Grindelwald, como Eulalie "Lally" Hicks, una profesora del colegio de magia y hechicería Ilvermorny. Repite el mismo papel en Animales fantásticos: los secretos de Dumbledore, que se estrenó en abril de 2022.

## Filmografía

### Cine
- 2011: Crying in Public (como vendedora de café) [cortometraje]
- 2013: Delivery Man (como Tanya)
- 2015: People Places Things (como Kat)
- 2015: Hot Tub Time Machine 2
- 2015: Tap Shoes & Violins (como Charlie) [cortometraje]
- 2017: La increíble Jessica James (como Jessica James) [también como prod. ejecutiva]
- 2018: Animales fantásticos: los crímenes de Grindelwald (como la profesora Eulalie "Lally" Hicks)
- 2019: Corporate Animals (como Jess)
- 2019: Booksmart (como Miss Fine)
- 2020: Omniboat: A Fast Boat Fantasia
- 2021: Texas Chainsaw Massacre
- 2022ː Animales fantásticos: los secretos de Dumbledore (como la profesora Eulalie "Lally" Hicks)
- 2024 Road House ("El Duro" en Latinoamérica) como Frankie

### Televisión
- 2006: Just for Kicks (como Vida Atwood)
- 2012–2016: The Daily Show
- 2014: Girls (como Karen)
- 2019: The Twilight Zone (como Rei Tanaka)
- 2023: Shrinking (como Gaby)